# Deee-Lite
Deee-Lite, en New York-baserad popgrupp vars största hit är låten Groove is in the heart (1990), där Q-Tip (från A Tribe Called Quest) och Bootsy Collins medverkade.
Medlemmar i gruppen var:
- Supa DJ Dmitry (DJ Dmitry/ Dmitry Brill), som kom från Kiev
- Lady Miss Kier (Kierin Kirby) från Youngstown, Ohio, USA
- Jungle DJ Towa Tei (Dong-hwa Chung) från Tokyo

Brill och Kirby var gifta, men skilde sig strax innan det tredje albumet Dewdrops in the garden. Dessutom slutade Towa Tei i bandet samtidigt (han medverkar på en låt på albumet) och ersattes av DJ On-E (ibland refererad till som DJ Ani).
Bandet splittrades och har inte släppt några fler album med nytt material efter Dewdrops in the Garden, utan bara gett ut ett remixalbum. Towa Tei har gett ut flera album som soloartist, och Kier och Dmitri är framgångsrika som DJ:s på olika klubbar.
Under 2001 släpptes även The very best of Deee-Lite, ett greatest hits-album.
Våren 2003 stämde Lady Miss Kier SEGA för att ha de ska ha stulit hennes tidigare scenpersonlighet och använt den som grund för en rollfigur i spelet Space Channel 5.

## Diskografi

### Album
- World Clique (1990)
- Infinity Within (1992)
- Dewdrops In the Garden (1994) med låten Call Me
- Sampladelic Relics & Dancefloor Oddities (1996)
- The Very Best of Deee-Lite (2001)